# Pedrera (Andalusien)
Pedrera ist eine Gemeinde in der Provinz Sevilla in Spanien mit 5.085 Einwohnern (Stand: 2024). Sie liegt in der Comarca Sierra Sur in Andalusien.

## Geografie
Pedrera grenzt an Estepa, Gilena, Martín de la Jara, Osuna, La Roda de Andalucía und Sierra de Yeguas. Sie liegt an den Füßen der Sierra Becerrero.

## Geschichte
Besiedlungsspuren reichen bis in die Kupferzeit zurück. Während der Römischen Ära hieß die Stadt Ilipula Minor. 1837 wurde sie als eine Gemeinde unabhängig von der Markgrafschaft Estepa.

## Sehenswürdigkeiten
- Wallfahrtskirche Ermita del Carmen
- Wallfahrtskirche Ermita del Santo Cristo de la Sangre
- Kirche San Sebastián